# Viva Kids Vol. 2
Viva Kids Vol. 2  es el segundo álbum infantil de la cantante y actriz mexicana Thalía, lanzado el 29 de mayo de 2020 por  Sony Music. El álbum consta de 15 temas, todos los cuales son canciones infantiles escritas por Thalía. El álbum es la secuela del álbum de 2014 Viva Kids Vol. 1.

## Antecedentes y lanzamiento
El 26 de mayo de 2020, Thalia anunció a través de un video animado, que se encontraba trabajando en Viva Kids Vol. 2, la continuación del proyecto de música infantil inspirado en sus hijos, con los cuales habría colaborado en el álbum, de acuerdo a la cantante: "Estábamos escribiendo el disco para lanzarlo en la época de los reyes magos, pero estando encerrada en cuarentena lo terminamos y estamos contentos de darles esta diversión en estos momentos tan extraños". Un adelanto del álbum fue compartido una semana antes de su lanzamiento, a través de la cuenta de Instagram de Thalía. Tres días antes de su lanzamiento, éste fue confirmado para el 29 de mayo de 2020. A diferencia de su primera edición, Viva Kids Vol. 1, éste es un álbum con 15 temas completamente originales, compuestos por Thalía misma, junto a Marcela de la Garza y producido por Armando Ávila. Dos de las canciones fueron coescritas por sus hijos.

## Promoción
Thalía lanzó videos musicales para cada una de las canciones del álbum para su promoción. El primer sencillo, Mi No Cumpleaños, fue lanzado con un video musical el mismo día que se publicó el álbum. Thalía además formó una alianza con Discovery Kids con la cual los videos del álbum serían transmitidos durante la programación del canal, y además estarían disponibles en la app Discovery Kids Plus.

## Lista de canciones
| Edición Digital |                        |          |  |
| N.º             | Título                 | Duración |  |
| 1.              | «Mi No Cumpleaños»     |          |  |
| 2.              | «La Canción de la Efe» |          |  |
| 3.              | «Salto»                |          |  |
| 4.              | «Iuuuuu»               |          |  |
| 5.              | «La Vacuna»            |          |  |
| 6.              | «Una Cucaracha»        |          |  |
| 7.              | «No Quiero Verduras»   |          |  |
| 8.              | «Es un Pedo»           |          |  |
| 9.              | «Diente»               |          |  |
| 10.             | «No Se Trata de Ganar» |          |  |
| 11.             | «Los Reyes Magos»      |          |  |
| 12.             | «Yo Puedo Sola»        |          |  |
| 13.             | «Miedo-Terror»         |          |  |
| 14.             | «Mis Tradiciones»      |          |  |
| 15.             | «A Dormir»             |          |  |